# Sphaenognathus kolbei
Sphaenognathus kolbei is een keversoort uit de familie vliegende herten (Lucanidae). De wetenschappelijke naam van de soort is voor het eerst geldig gepubliceerd in 1919 door Kriesche.